# Île Desolación
Pour les articles homonymes, voir Île de la Désolation.
L'île Desolación (en espagnol : Isla Desolation) est une île située à l'extrémité occidentale du détroit de Magellan, dans la Région de Magallanes et de l'Antarctique chilienne, au Chili.

## Géographie
L'île a une superficie de 1 352 km2.
La pointe située au nord-ouest de l'île est surnommée Cabo Pilar (Cap Pillar), et marque l'entrée dans le détroit de Magellan. A 45 kilomètres  au nord-ouest du cap Pillar, se dressent trois rochers émergés, surnommés îlots Evangelistas (à ne pas confondre avec les îlots des Apôtres),.

## L'île Desolación dans la fiction
Le roman de Douglas Preston et Lincoln Child intitulé The Ice Limit décrit une expédition à destination de la Isla Desolació, près du cap Horn, au Chili. La carte fournie au quatrième de couverture de l'édition de poche est erronée dans la mesure où elle confond les îles Wollaston et l'île Desolación. 
Hawaï, le roman de James Michener décrit la tentative d'un bateau à voile de franchir le détroit de Magellan, et cite l'extrémité occidentale du détroit, à proximité de l'île Desolación comme étant la partie la plus difficile à franchir.